# Tito Petralia
Tito Petralia, propriamente Tito Petralia Carducci (Firenze, 21 dicembre 1896 – Roma, 15 ottobre 1982), è stato un direttore d'orchestra e compositore italiano.

## Biografia
Fu incaricato nel 1930 di formare la prima orchestra leggera - allora denominata "moderna" - della storia della radio italiana; nel 1933 venne poi istituita l'Orchestra Cetra, collegata alla casa discografica Cetra, di nuovo affidata alla sua conduzione (sarebbe poi passata a Pippo Barzizza nel 1936).
Noto per la sua ostilità al jazz, Petralia fu autore di operette, brani di musica leggera e da camera. Collaborò anche con Ettore Giannini (fra l'altro, nella composizione delle musiche di Transatlantico).
Dagli anni '20 agli anni '40 collabora con il cantautore fiorentino Odoardo Spadaro nella composizione musicale di sette canzoni.
Nel 1939 fece parte con Gallino, Filogamo e Angelini della commissione per il concorso dell'EIAR Voci nuove per la canzone.
Successivamente diresse in varie occasioni anche le orchestre sinfoniche RAI, per esecuzioni dal vivo e registrazioni.
Protagonisti della canzone come Oscar Carboni debbono a lui il proprio successo - quando il celebre cantante ferrarese si presentò nel 1939 alla selezione per cantanti della radio con un quartetto vocale, lo prese in disparte per suggerirgli di ripresentarsi da solo - ed ebbe tra i suoi allievi, Claudio Villa.
Come interprete EIAR ha impersonato se stesso nel film del 1940 diretto da Giacomo Gentilomo Ecco la radio!.
Nella primavera del 1944 fa allontanare dalla radio Nilla Pizzi, a causa della sua voce considerata troppo sensuale ed esotica per il regime fascista.

## Filmografia
- Amicizia, regia di Oreste Biancoli (1938), musiche
- La dama bianca, regia di Mario Mattoli (1938), musiche
- Ecco la radio!, regia di Giacomo Gentilomo (1940), attore e musiche
- Capitan Fuoco, regia di Carlo Campogalliani (1958) - direttore d'orchestra